# Kongopfau
Der Kongopfau (Afropavo congensis) ist eine wenig bekannte Vogelart aus der Familie der Fasanenartigen. Er kommt im nördlichen Kongobecken vor. Seine Erstbeschreibung im Jahre 1936 gilt als eine der größten ornithologischen Sensationen des 20. Jahrhunderts.

## Merkmale
Die durchschnittliche Körpergröße des Kongopfaus ist kleiner als die der asiatischen Pfauen. Männchen werden 64 bis 70 cm lang, ihre Schwänze erreichen eine Länge von 23 bis 26 cm. Weibchen werden 60 bis 63 cm lang mit 19,5 bis 22,5 cm langen Schwänzen. Das Gewicht der Vögel liegt bei 1135 bis 1154 Gramm.

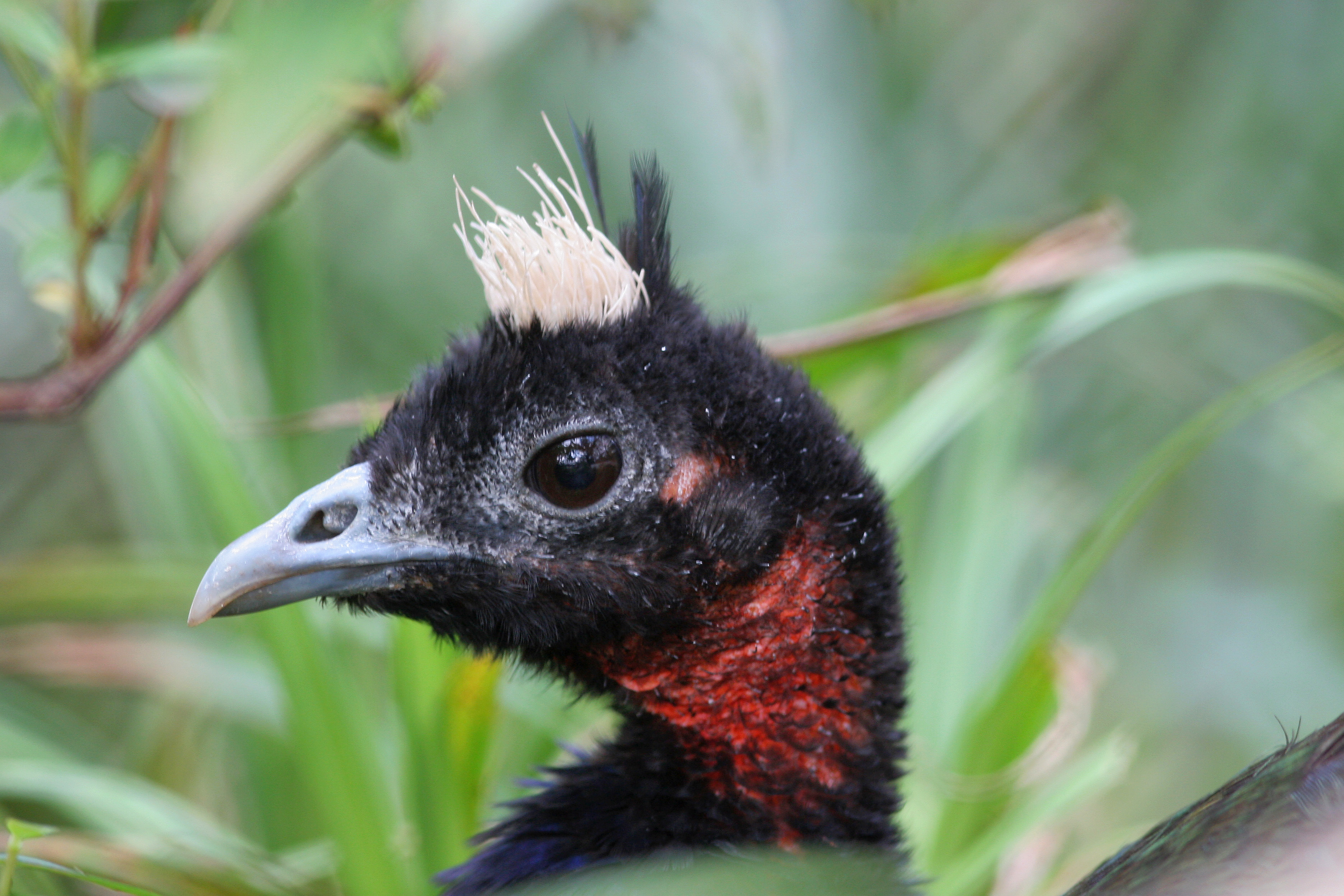
Männchen

Männliche Kongopfauen tragen eine weiße Federkrone, die recht kurz sein kann, ihr Hals zeigt nackte, federlose Bereiche, deren Ausdehnung individuell verschieden ist. Ihr Erwachsenengefieder, das sie erst im Alter von zwei Jahren bekommen, ist blau, schwarz und grün. Weibchen sind braun mit grünem Rücken und Flügeln.
Das Klangrepertoire der Art ist nur unzureichend bekannt. Der vermutliche Alarmruf des  Männchens ist ein metallisch klingendes Schnattern.

## Lebensweise
Der Kongopfau ist scheu und wird in freier Wildbahn nur wenig beobachtet. Er lebt in Tieflandregenwäldern unterhalb von 1200 Metern und meidet Gebiete, die sich näher als 25 km zur nächsten menschlichen Ansiedlung und Straße befinden. Er ernährt sich omnivor, wahrscheinlich machen Termiten einen bedeutenden Teil der Nahrung aus. Die Brutzeit ist von der lokalen Regenzeit abhängig. 300 km südlich des Äquators wurden im Januar und Februar Jungvögel beobachtet. In Gefangenschaft gehaltene Vögel bauen ihr Nest, das nur eine konkave Plattform ist, in einer Höhe unterhalb von 1,5 Metern in Sträuchern oder Bäumen. Normalerweise werden zwei bis drei, seltener bis sechs Eier gelegt, die 27 bis 28 Tage lang bebrütet werden. Die Küken haben ein Daunengefieder, das oberseits schwarz bis schwarzbraun und unterseits cremefarben ist. Ihre Flügel sind zimtfarben.
Neoheterakis chapini ist ein für den Kongopfau spezifischer Parasit des Dickdarms.

## Systematik
Der Kongopfau ist wahrscheinlich nah mit den Asiatischen Pfauen (Pavo) verwandt und bildet mit ihnen und einigen anderen Gattungen die Unterfamilie Pavoninae. Es wurde jedoch auch eine Verwandtschaft mit den Perlhühnern (Numididae) und den Hokkohühnern (Cracidae) vermutet.